# Un Indien à New York
Pour plus de détails, voir Fiche technique et Distribution.
Un Indien à New York ou De jungle en jungle au Québec (Jungle 2 Jungle) est un film franco-américain réalisé par John Pasquin, sorti en 1997. Il s'agit du remake du film Un Indien dans la ville.

## Synopsis
Parti en Amazonie pour divorcer de son ex-femme qu'il n'a pas revue depuis treize ans, Michael Cromwell apprend qu'il a un fils et se voit forcé de l'emmener dans la jungle new-yorkaise…

## Fiche technique
Sauf mention contraire, cette fiche technique est établie à partir d'IMDb.
- Titre : Un Indien à New York
- Titre québécois : De jungle en jungle
- Titre original : Jungle 2 Jungle
- Réalisation : John Pasquin
- Scénario : Bruce A. Evans et Raynold Gideon, d'après le scénario original d'Un Indien dans la ville écrit par Hervé Palud, Thierry Lhermitte, Igor Aptekman et Philippe Bruneau
- Direction artistique : Tim Galvin
- Décors : Beth A. Rubino
  - Création des décors : Stuart Wurtzel
- Costumes : Carol Ramsey
- Photographie : Tony Pierce-Roberts
- Son : Allan Byer
  - Mixage son : Jeffrey Perkins
  - Montage son : Jeffrey Kaplan
  - Chef monteur sonore : Bruce Stubblefield
- Montage : Michael A. Stevenson
- Distribution des rôles : Renee Rousselot
- Musique : Michael Convertino
- Effets spéciaux : Mark Bero (non crédité)
- Maquillage : Bernadette Mazur, Scott Hersh (non crédité)
- Coiffure : Elaine Short
- Cascades : Bill Anagnos, Russell Berg, Jill Brown, Peter Bucossi, Chris Cenatiempo
  - Coordinateur de cascades : Danny Aiello III
  - Doublure pour les cascades : Chris Blackwood (doublure de Sam Huntington), Jay Boryea, Jay Carrado (doublure de Martin Short), Norman Douglass (doublure de Tim Allen)
- Production : Brian Reilly
  - Producteur délégué :	Richard Baker, Brad Krevoy et Rick Messina
  - Producteur associé : Louis Becker, Kimberly Brent, Bruce Economou et Thierry Lhermitte
  - Coproducteur : William W. Wilson III
- Société de production : Walt Disney Pictures et TF1 Films Production
- Société de distribution :
  -  États-Unis : Buena Vista Pictures au cinéma, et Walt Disney Home Video en VHS et DVD
  -  France : Les Films Ariane au cinéma
- Pays de production :  États-Unis,  France
- Langue originale : anglais
- Format : Couleur - 35 mm - 1,85:1 - Son : Dolby Digital, SDDS
- Genre : comédie
- Durée : 105 minutes (1 h 45)
- Dates de sortie :
  - États-Unis : 7 mars 1997
  - Belgique : 9 juillet 1997
  - France : 5 août 1998

## Distribution
Sauf mention contraire, la distribution est établie à partir d'IMDb.
- Tim Allen (VF : Gérard Rinaldi ; VQ : Yves Corbeil) : Michael Cromwell
- Martin Short (VF : Georges Caudron ; VQ : Jacques Lavallée) : Richard Kempster
- Sam Huntington (VF : Donald Reignoux ; VQ : Guillaume Sabouret) : Mimi-Siku
- Lolita Davidovich (VF : Céline Monsarrat ; VQ : Anne Bédard) : Charlotte
- JoBeth Williams (VF : Frédérique Tirmont ; VQ : Diane Arcand) : Dr Patricia Cromwell
- David Ogden Stiers (VF : Igor De Savitch ; VQ : Ronald France) : Alexei Jovanovic
- Valerie Mahaffey  (VF : Déborah Perret ; VQ : Natalie Hamel-Roy) : Jan Kempster
- Dominic Keating (VF : Éric Missoffe) : Ian
- Bob Dishy (VF : Michel Modo ; VQ : Jean-Marie Moncelet) : George Langston
- Leelee Sobieski (VQ : Kim Jalabert) : Karen Kempster
- Frankie J. Galasso (VQ : Nicolas Pensa) : Andrew Kempster
- Luis Avalos (VQ : Luis de Cespedes) : Abe

## Sorties internationales
Sauf mention contraire, les sorties internationales sont issues de l'IMDb.

### Sorties cinéma
- États-Unis : 7 mars 1997
- Taïwan : 4 avril 1997
- Singapour : 21 mai 1997
- Royaume-Uni : 23 mai 1997
- Corée du Sud : 31 mai 1997
- Turquie : 6 juin 1997
- Australie : 19 juin 1997
- Hongrie : 19 juin 1997
- Pays-Bas : 19 juin 1997
- Irlande : 27 juin 1997
- Pologne : 4 juillet 1997
- Portugal : 4 juillet 1997
- Belgique : 9 juillet 1997
- Brésil : 11 juillet 1997
- Espagne : 15 juillet 1997
- Allemagne : 24 juillet 1997
- Nouvelle-Zélande : 24 juillet 1997
- Italie : 22 août 1997
- Estonie : 5 septembre 1997
- Koweït : 10 septembre 1997
- Suède : 26 septembre 1997
- Japon : 7 février 1998
- Argentine : 25 février 1998
- France : 5 août 1998

### Sorties directement en vidéo
- Grèce : 6 août 1999 (DVD)

## Box-office
Sauf mention contraire, les informations suivantes sont issues de Box Office Mojo
- Budget : 32 000 000 $ (USD) (estimation)[5]
- Recettes du 1er week-end aux États-Unis : 12 812 047 $ (USD) (du 7 mars 1997 au 9 mars 1997)
- Recettes aux États-Unis : 59 927 618 $ (USD)

## Distinctions
Sauf mention contraire, les récompenses et distinctions sont issues de l'IMDb

### Nominations
- 1998 : Saturn Award du meilleur jeune acteur pour Sam Huntington
- 1998 : Blockbuster Entertainment Award Favorite Actor/Actress - Family pour Tim Allen
- 1998 : Blimp Award Favorite Movie Actor pour Tim Allen